# Gemma Salem

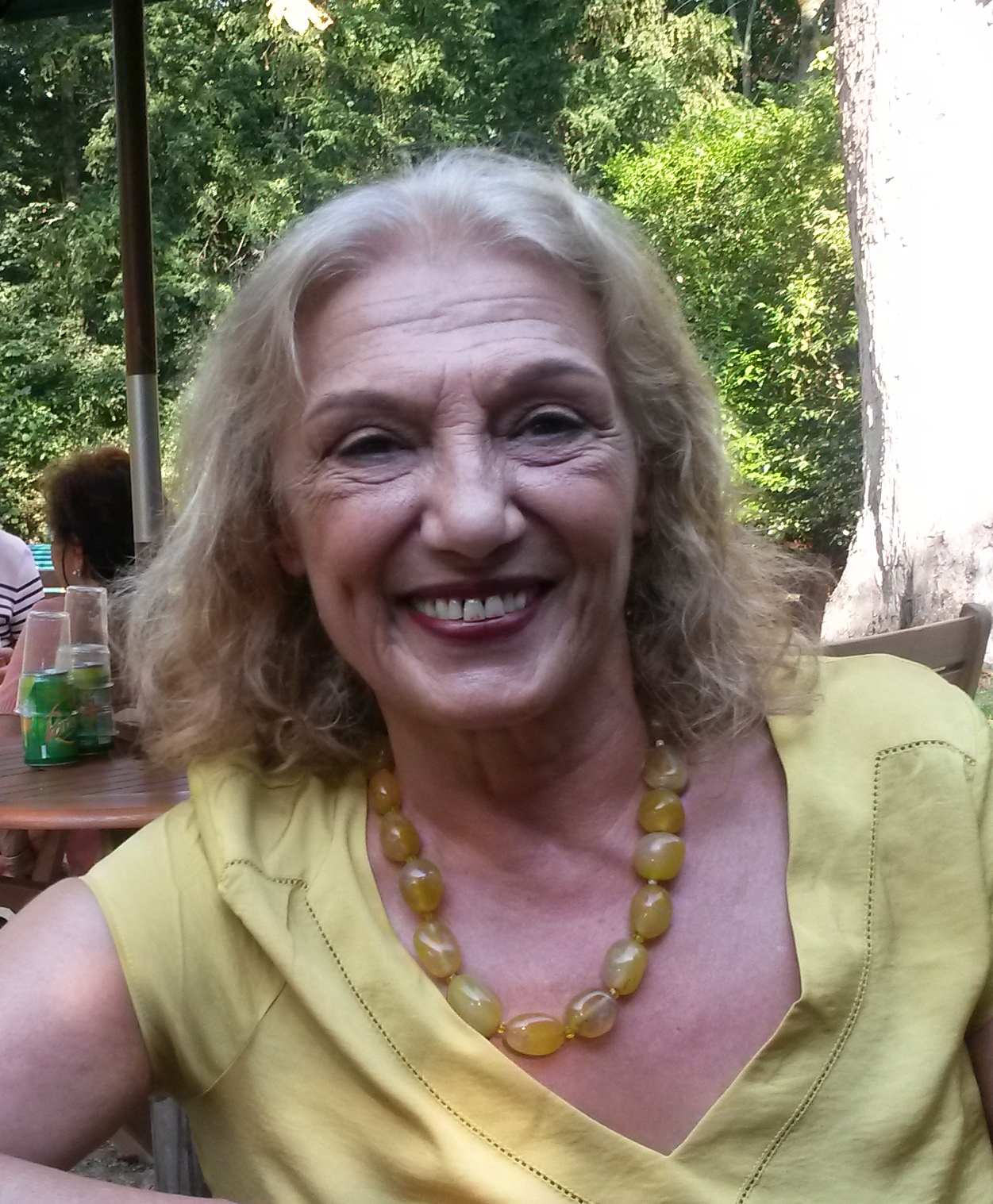
Gemma Salem (2015)

Gemma Salem (* 2. August 1943 in Antakya, Türkei; † 20. Mai 2020 in Wien) war eine französischsprachige türkisch-schweizerische Schriftstellerin.

## Leben
Gemma Salem wuchs in der Türkei, im Libanon und im Iran auf. In den 1960er-Jahren tourte sie als Tänzerin und Schauspielerin durch Europa. 1967 heiratete sie den Piloten Rémy Dubugnon und erhielt so das Schweizer Bürgerrecht. Sie wurden Eltern zweier Kinder, darunter der Komponist Richard Dubugnon.
1975 starb ihr Mann bei einem Unfall. Danach lebte sie in Südfrankreich, in Paris und ab 1990 in Wien.
Ihr Grab befindet sich auf dem Grinzinger Friedhof.

## Auszeichnungen
- 1992: Einzelwerkpreis der Schweizerischen Schillerstiftung für L’Artiste

## Werke

### Prosa
- Le Roman de Monsieur Boulgakov. Éditions L’Âge d’Homme, Lausanne 1982
- La Passion de Giulia. Mercure de France, Paris 1984
- Les Exilés de Khorramshahr. Flammarion, Paris 1986
- Bétulia. Flammarion, Paris 1987
- Lettre à l’hermite autrichien. La Table Ronde, Paris 1989
  - Brief an Thomas Bernhard. Roman. Deutsch von Sibylle Kurt. Löcker, Wien 1991, ISBN 3-85409-184-2.
- L’Artiste. La Table Ronde, Paris 1991
- Thomas Bernhard et les siens. La Table Ronde, Paris 1993
- Schubert. La Joie de Lire, Paris 1994
- Mes amis et autres ennemis. Zulma, Paris 1995
- L’Opale de Saint-Antoine. Zulma, Paris 2001
- La Rumba à Beethoven. Pierre-Guillaume de Roux, Paris 2014
- Dramuscules viennois – Wiener Dramolette. Deutsch von Margret Millischer. Tarantel, Wien 2014
- Où sont ceux que ton cœur aime. Arléa, Paris 2019
  - Wo sind sie, die deine Seele liebt? Am Grab von Thomas Bernhard. Deutsch von Annemarie Emeder. Bibliothek der Provinz, Weitra 2022, ISBN 978-3-99126-025-7.
- Larry, une amitié avec Lawrence Durrell. Editions Baker Street, Paris 2019

### Dramen
- Quelques jours dans la vie de Monsieur Boulgakov, Paris 1989
- Ludwig et Lola, Lausanne 1996
- Aloïs-le-voyou, Paris 1996
- Les Dramuscules viennois, Paris 1998
- Le Bon Misanthrope, Wien 2008

### Radio-Feature
- 2011: Alois – Thomas Bernhards Vater – Regie:	Alfred Koch (Feature – ORF)